# Сын Зорна
«Сын Зорна» (англ. Son of Zorn) — американский ситком с элементами анимации, премьера которого состоялась на телеканале Fox 11 сентября 2016 года.
11 мая 2017 года Fox закрыл сериал после одного сезона.

## Сюжет
Герой-варвар Зорн из фантастической страны Зефирия после десяти лет странствий и приключений возвращается в Калифорнию, чтобы воссоединиться со своей бывшей женой Эди и взрослым сыном Аланом.

## В ролях
- Шерил Хайнс — Эди Беннет
- Джонни Пембертон — Алангулон (Алан) Беннет
- Тим Медоуз — Крэйг Росс
- Артемис Пебдани — Линда Орвенд
- Джейсон Судейкис (голос) — Зорн

## Список эпизодов
1. Возвращение в округ Ориндж
2. Защитник подростковой любви
3. Война за рабочее место
4. Воин выходного дня
5. Вкус Зефирии
6. Сказка о двух Зорнах
7. Битва благодарения
8. Возвращение собутыльника
9. Война на Графельнике
10. Радиоактивная бывшая девушка
11. Битва самопринятия
12. В поисках Крейга
13. Да здравствует сын Зорна

## Производство
Шоу было создано Ридом Эгнью и Элаем Джорни, который также написали сценарий к пилотному эпизоду, режиссёром которого выступил Эрик Аппель. Изначально Эгнью и Джорни должны были быть сошоураннерами, однако после заказа сериала каналом Fox Эгнью покинул свой пост и стал соисполнительным продюсером. Он был заменён Салли Маккенна, а в апреле 2016 года она стала единственным шоураннером сериала, когда Джорни также покинул проект.
В июле 2015 года было объявлено, что Артемис Пебдани и Тим Медоуз получили роли в планирующемся сериале, а в ноябре того же года к актёрскому составу присоединились Джейсон Судейкис, Шерил Хайнс и Джонни Пембертон.

## Критика
Сериал «Сын Зорна» получил смешанные отзывы критиков. На сайте-агрегаторе Rotten Tomatoes сериал держит 58 % «свежести», что основано на 38-и отзывах критиков со средним рейтингом 5,2 из 10. Критический консенсус сайта гласит: «„Сын Зорна“ получает очки за оригинальность, талантливый актёрский состав и периодически удачные шутки, однако этого не достаточно, чтобы неперспективный сюжет смог поддержать интересную задумку». На Metacritic сериал получил 56 баллов из ста на основе 18-ти «смешанных и средних» рецензий.